# Локомотив-Кубань
«Локомоти́в-Куба́нь» — российский профессиональный баскетбольный клуб из Краснодара, выступающий в Единой лиге ВТБ. У клуба имеется фарм-команда «СШОР-Локомотив-Кубань».

## История
Зародился клуб «Локомотив» в 1946 в Минеральных Водах. Первыми тренерами команды были железнодорожники Григорий Абугов и Николай Харченко, а играли за клуб в основном учащиеся 2 железнодорожных школ Минеральных Вод.
До 1994 года минераловодский «Локомотив» играл в низших лигах СССР и России. В 1994 году клуб попал в Высший дивизион чемпионата России, в дивизион Юг (Высшая лига в 1994 стала вторым по силе турниром в России после стартовавшей с того года Суперлиги). В сезоне 1994/1995 «Локомотив» занял 3 место в своём дивизионе. В сезоне 1997/1998 клуб дебютировал в Суперлиге, в итоге закончив чемпионат на 6 месте. Сезон 1998/1999 «Локомотив» занял 5 место и завоевал право участия в Кубке Корача на следующий сезон. В 2000 году минераловодцы выиграли Кубок России обыграв в финале в Сочи «Динамо» из Санкт-Петербурга. В сезоне 2000/2001 и 2001/2002 становились бронзовыми призёрами чемпионата России.
Сезон 2002/2003 стал последним для «Локомотив» в Минеральных Водах. «Локомотив» пробился в плей-офф, заняв восьмое место, последнее из дающих право играть в плей-офф, из десяти, где уступил чемпиону ЦСКА во всех трёх матчах. По окончании сезона было решено перебазировать клуб в Ростов.
Летом 2003 года новый генеральный менеджер клуба Андрей Ведищев возглавил клуб уже в Ростове-на-Дону.
Все эти годы «железнодорожники» входили в число сильнейших клубов России: регулярно играли в плей-офф национального чемпионата и постоянно выступали в еврокубках. Лучшим достижением «Локомотива» за это время стало пятое место в чемпионате России в сезоне 2006/07 и выход в финал Кубка ФИБА в сезоне 2004/05.
17 января 2006 года в Минеральных Водах был застрелен бывший тренер «Локомотива» Анатолий Сухачёв.
Летом 2009 года президентом компании «Российские железные дороги» Владимиром Якуниным было принято решение о переезде клуба из Ростова-на-Дону в Краснодар. Главной причиной этого решения стали новые требования чемпионата России и европейских клубных турниров, по которым ростовские залы КСК «Экспресс» и Дворца спорта больше не соответствовали регламенту.

### Сезон 2009/2010
Из-за переезда клуба название команды «Локомотив-Ростов» изменилось на «Локомотив-Кубань». Первый сезон «Локомотива» в Краснодарском крае начался под руководством словенского специалиста Сашо Филиповски. На старте сезона для «железнодорожников» все складывалось успешно. В первом туре краснодарцы были близки к выездной победе над ЦСКА, затем выиграли четыре раза подряд и обосновались на второй строчке в турнирной таблице. Во второй половине сезона «Локо» допустил несколько поражений и потерял позиции в чемпионате России, а к концу 2009 года опустился в середину турнирной таблицы.
В связи с этим Сашо Филиповски был освобожден от занимаемой должности, а ему на смену пришёл главный тренер сборной Литвы Кястутис Кемзура.
Потеряв шансы на продолжение борьбы в Еврочеллендже, «железнодорожники» сосредоточили силы на чемпионате России. Под руководством Кястутиса Кемзуры команда начала показывать стабильный результат. Джеральд Грин стал самым результативным игроком в составе по итогам второй половины сезона, а центровой Григорий Шуховцов получил по окончании чемпионата вызов в национальную сборную России.

### Сезон 2010/2011
Выбранный Кястутисом Кемзурой курс смог упрочить положение команды в этом сезоне, что на финише позволило подняться на четвертую строчку чемпионата БЕКО ПБЛ и выйти в финал Кубка Вызова, где «Локо» уступил словенскому клубу «Крка» со счетом 77:83.

### Сезон 2011/2012
В сезоне 2011/2012 «Локомотив-Кубань» под руководством именитого тренера Божидара Мальковича вышел в стадию Топ-8 Еврокубка и завоевал бронзовые медали чемпионата России. Право сыграть во втором по значимости европейском клубном соревновании, Кубке Европы, «Локомотив» получил в предыдущем сезоне, когда сумел пробиться в финал другого европейского клубного турнира, но рангом ниже — Кубок Вызова.
В этом сезоне, несмотря на то, что краснодарцы были новичками в Кубке Европы, они прошли групповой отбор со вторым результатом в своей группе — 4 победы в 6 матчах, «Локомотив» пробился в стадию Last 16, где соперниками краснодарской команды были литовский «Летувос Ритас», итальянский «Беннетон» и немецкая «Альба». В четвертьфинальной стадии красно-зеленые встретились с соседом по внутреннему чемпионату — подмосковными «Химками», которые и стали в итоге обладателями Кубка.
Помимо дебюта в престижном европейском турнире (Еврокубке), краснодарцам впервые предстояло выступить в чемпионате Единой лиги ВТБ — соревновании, призванном объединить ведущие клубы Восточной Европы. Проведя регулярный сезон Лиги ВТБ на хорошем уровне, «Локомотив» вышел в плей-офф и в итоге занял четвёртое место.

### Сезон 2012/2013
В сезоне 2012/13 пост главного тренера «Локо» занял Евгений Пашутин — специалист, до того занимавший аналогичные посты в командах «Спартак», ЦСКА и УНИКС. Соответственно целям поставленным клубом, был значительно усилен и состав игроков. Команду пополнили Ник Калатес, Мантас Калниетис, Алекс Марич, Деррик Браун, Алексей Саврасенко, Симас Ясайтис, Валерий Лиходей. По ходу сезона состав усилил Ричард Хендрикс.
В финале Кубка Европы, проходившем в бельгийском городе Шарлеруа 13 апреля 2013 года, краснодарский клуб уверенно обыграл испанский клуб «Бильбао» со счетом 75:64 и завоевал не только самый престижный трофей в своей истории, но и путевку в Евролигу на следующий сезон.

### Сезон 2013/2014
В сезоне 2013/14 команда, дебютировавшая в Евролиге, дошла до стадии Топ-16, успешно сражаясь с грандами европейского баскетбола. Форвард Локомотива Деррик Браун был признан самым ценным игроком Евролиги в ноябре. Розыгрыш плей-офф Единой Лиги ВТБ запомнился болельщикам серией с ЦСКА, которую «Локо» начал с двух выездных побед. Однако три финальные игры остались за московским клубом, и «Локомотив» покинул чемпионат на стадии четвертьфинала. По итогам сезона руководство клуба решило не продлевать контракт с главным тренером Евгением Пашутиным.

### Сезон 2014/2015
В межсезонье в клуб пришёл новый главный тренер — Сергей Базаревич, который совместно с руководством начал формировать состав команды. Клуб покинули Маркус Уильямс, Алекс Марич, Валерий Лиходей и Симас Ясайтис. Усилить состав были призваны: Энтони Рэндольф, Малькольм Дилейни, Аарон Майлз, Никита Курбанов, Евгений Воронов и Никита Балашов. Одним из главных приоритетов в сезоне президент клуба Андрей Ведищев назвал возвращение в Евролигу путём победы в Еврокубке или выхода в финал Единой Лиги ВТБ. Однако клуб выбыл в полуфинале плей-офф лиги, уступив «Химкам», а в четвертьфинале Кубка Европы проиграл казанскому УНИКСу. С окончанием сезона Сергей Базаревич покинул свой пост.

### Сезон 2015/2016
В июне 2015 команда получила wildcard на участие в Евролиге. Новым главным тренером команды стал Георгиос Барцокас, который совместно с менеджментом клуба приступил к селекционной работе. Несмотря на предложения продолжить сотрудничество с «красно-зелеными», команду покинули признанные лидеры: Деррик Браун, Ричард Хендрикс, Крунослав Симон. Алексей Жуканенко перешел в «Астану», Никита Курбанов вернулся в ЦСКА, а Максим Григорьев решил попробовать себя в «Нижнем Новгороде». К началу сезона кропотливая работа скаутов позволила «Локо» даже усилить состав. В число новобранцев вошли: центровой Кирилл Фесенко, форварды Виктор Клавер, Райан Брокхофф, Алексей Зозулин, Крис Синглтон, защитник Донтей Дрейпер. А любимец краснодарских болельщиков Сергей Быков вернулся в клуб после полутора лет в УНИКСе.
Перед началом сезона в нескольких интервью президент «Локомотива-Кубань» заявил, что «красно-зеленым» по силам пройти в стадию Топ-16 (что и было сделано досрочно в 7 туре группового этапа). Также совместно с партнером клуба, компанией производителем спортивной экипировки ANTA Sport, к розыгрышу сезона-2015/16 был представлен новый дизайн игровой формы, которая получила третий вариант цветового оформления — зелёный. В последнем, десятом, туре группового этапа Евролиги «Локо» оказался сильнее легендарной «Барселоны», что позволило выйти в Топ-16 с первого места группы С. После этой победы президент клуба Андрей Ведищев заявил, что теперь команда будет решать задачу по выходу в плей-офф этого турнира:
«Да, мы мечтаем о „Финале четырёх“, что скрывать. Но сначала надо выйти в плей-офф, сделаем для этого все от нас зависящее. Сам по себе выход в плей-офф будет большим успехом для нас, но стремиться нужно к достижению максимальной задачи.»
Вскоре после начала 2016 года Кирилл Фесенко и клуб объявили о расторжении контракта по взаимной договоренности сторон. Тогда же стало известно, что 22-летний центровой Никита Зверев до конца сезона отправляется в аренду в баскетбольный клуб «Строитель» из Энгельса. До закрытия трансферного окна Евролиги селекционерам клуба удалось усилить команду подписанием американского защитника Мэтта Дженнинга.
Выйдя в плей-офф Евролиги со второго места в группе Топ-16, «Локомотив-Кубань» играл с «Барселоной» — двукратным победителем Евролиги. В 5 матчах серии «Локомотив-Кубань» обыграл «Барселону» и впервые в своей истории вышел в «Финал четырёх» турнира. Георгиос Барцокас назвал причины триумфа своей команды и рассказал, кому хочет посвятить эту победу:
»— Это большой день для нашего клуба и для всего Краснодара. Рады, что смогли доставить нашим болельщикам такое удовольствие. Не просто быть командой из южной провинции России и поехать в «Финал четырёх». Но сейчас не очень хочется говорить о стратегии и об игре. Хочу в первую очередь поблагодарить вас за вашу поддержку в трудные моменты сезона и поэтому хочу посвятить эту победу болельщикам."
В «Финал четырёх» «Локомотив-Кубань» попал на ЦСКА при жеребьёвке. ЦСКА победил «Локомотив-Кубань» (88:81) и вышел в финал. В матче за 3-е место «Локомотив-Кубань» победил «Лабораль Кутча» (85:75). Георгиос Барцокас поделился эмоциями после игр «Финала четырёх»:
«— Это хороший финал сезона. Мы хотели уехать из Берлина с титулом, и, хотя в итоге это не удалось, мы знаем, что делали все от нас зависящее с самого начала сезона. Это была интересная, долгая и очень утомительная дорога. Я очень ценю все сообщество клуба „Локомотив-Кубань“ от президента и игроков до каждого сотрудника офиса, а особенно наших болельщиков, которые ездили за нами из Краснодара по всей Европе. Мы завершаем сезон улыбаясь, и это важно для нас.»

### Сезон 2016/2017
В сезоне 2016/17 «Локомотив-Кубань» не принимает участия в Евролиге, и команду покинули тренер Георгиос Барцокас, который вместе с Виктором Клавером перешел в «Барселону», Малкольм Дилэйни получил приглашение от клуба НБА «Атланта Хокс», а Энтони Рэндольфа и Донтея Дрейпера забрал к себе «Реал». «Локомотив» встал перед необходимостью практически заново строить команду и пригласил тренера Фотиса Кацикариса и игроков Марди Коллинза, Дмитрия Хвостова, Владимира Ивлева, Евгения Бабурина, Кевина Джонса, Кенни Гэбриэла для выступления в Единой лиге ВТБ и Еврокубке. Перед командой была поставлена задача выиграть Еврокубок, что автоматически дает путевку в Евролигу-2017/18. После череды поражений, поставивших под сомнение выход команды в Топ-16 Еврокубка, Кацикарис был уволен. 14 ноября 2016 года команду возглавил сербский специалист Саша Обрадович, команда смогла попасть в Топ-16 Еврокубка и уже в январе 2017 досрочно пробилась в плей-офф турнира, однако дальше полуфинала команда не прошла. В Единая лига ВТБ 2016/2017 «Локомотив» так же остановился на полуфинальных играх (0:3 в серии с ЦСКА).

### Сезон 2017/2018
Перед началом сезона 2017/18 клуб покинули лидеры прошлых сезонов — Тэйлор Рочести, Андрей Зубков, Мэтт Дженнинг и Ян Вуюкас. Им на смену пришли игроки, уже имевшие опыт в играх в Единой Лиги ВТБ — Фрэнк Элегар (вошёл в символическую пятерку регулярного сезона 2016/17), Павел Антипов, Станислав Ильницкий — а также легионеры — Крис Бэбб, Тревор Лейси и Джо Рэглэнд. Спортивным партнёром команды стала компания Under Armour — «Локомотив» стал первой спортивной командой в России, которая будет выступать в экипировке этой фирмы. В феврале 2018 года команда взяла второй Кубок России в своей истории, а по итогам сезона заняла третье место в регулярном этапе Единой Лиги ВТБ и завоевала «серебро» Еврокубка, в двух матчах уступив турецкой «Дарушшафаке». Президентом клуба результаты сезона были признаны «противоречивыми». Также в июле 2018 года «Локомотив-Кубань» получил бронзовую награду Евролиги (Bronze Devotion) за маркетинговую кампанию «Основной состав», основанную на комиксовой тематике.

### Сезон 2018/2019
В межсезонье команду по разным причинам покинули почти все иностранные игроки, за исключением Тревора Лейси. Райан Брокхофф, проведший в краснодарском клубе три сезона, смог подписать контракт с «Даллас Маверикс».
19 марта 2019 года команду покинул главный тренер Владе Йованович. Сразу после отставки Йовановича команду возглавил Боб Доневалд. До перехода в российский клуб американский тренер Роберт (Боб) Доневалд-младший работал в Китае.

### Сезон 2019/2020
В клуб на должность вице-президента вернулся литовей Гинас Руткаускас, который уже занимал аналогичную должность в клубе с 2012 по 2014 годы.
Новым главным тренером команды стал Лука Банки. Тренерский штаб покинули ассистенты главного тренера Эдуард Рауд и Николай Танасейчук. На должность ассистента главного тренера назначен итальянский специалист — Алессандро Магро.
Тренером по индивидуальной подготовке назначен Андрей Цыпачев. Работу в клубе продолжили тренеры-скауты Богдан Карайчич и Станислав Збарский, тренеры по физической подготовке Алехандро Гарсия и Олег Красноруженко, и тренер по индивидуальной подготовке Витаутас Валиулис.
В составе команды остались Виталий Фридзон, Дмитрий Кулагин, Станислав Ильницкий, Владимир Ивлев и Драган Апич. Пополнили состав легионеры американцы Сэм Деккер, Уилл Каммингс, Джонни О’Брайант и Алан Уильямс, к тому же вернулся литовский защитник Мантас Калниетис, уже выступавший за «Локо» с 2012 по 2015 года.
15 ноября руководство клуба уволила Банки из-за неудовлетворительных результатов команды. Богдан Карайчич был временно назначен исполняющим обязанности главного тренера.
7 декабря новым главным тренером стал Евгений Пашутин, который с 2012 по 2014 год руководил коллективом из Краснодара. Богдан Карайчич снова стал ассистентом главного тренера. Спустя месяц команду покинул Алессандро Магро. С Пашутиным «Локо» значительно улучшил свою игру и результаты выдав восьмиматчевую победную серию в Единой Лиге ВТБ, однако в Еврокубке команде всё же не удалось пробиться во второй групповой раунд.

### Сезон 2020/2021
Сезон был доигран, несмотря на пандемию коронавируса, но он получился не слишком удачным: заняв второе место в регулярном чемпионате, команда всухую проиграла полуфинальную серию Единой лиги ВТБ казанскому УНИКСу, а в кубке страны принимала участие только вторая команда, но и та выступила не совсем удачно - вылет из кубка на стадии 1/8 финала от МБА.

### Сезон 2021/2022
В этом сезоне к команде присоединились Джейлен Барфорд

### Сезон 2022/2023
В этом сезоне к команде присоединились ДеВон Акун-Пёрселл, Крис Хортон, Даррал Уиллис, Окаро Уайт. «Локомотив», несмотря на неудачное начало сезона, смог выйти в плей-офф и в конечном итоге занял 2 место в Единой Лиге ВТБ, проиграв финальную серию казанскому УНИКСу 1:4.

### Сезон 2023/2024
Этот сезон команда провела не столь удачно: заняв третье место в регулярном чемпионате, проиграли в упорной борьбе полуфинальную серию Единой лиги ВТБ казанскому УНИКСу, а в битве за бронзовые медали потерпели неудачу в серии с санкт-петербуржским Зенитом. Также команда не смогла порадовать краснодарских болельщиков и в кубке страны, уступив уже на стадии 1/4 финала екатеринбуржскому Уралмашу в двух матчах.

### Сезон 2024/2025
На старте сезона в команде была произведена рокировка в тренерском штабе: место Александера Секулича, работавшего главным тренером, занял президент клуба Андрей Ведищев, который теперь будет совмещать эти два поста.

## Достижения

### Национальные турниры
Единая лига ВТБ
- Серебряный призёр (2): 2012/2013, 2022/2023
- Бронзовый призёр: 2014/2015

Суперкубок Единой лиги ВТБ
- Серебряный призёр: 2023

Чемпионат России
- Серебряный призёр: 2022/2023
- Бронзовый призёр (4): 2000/2001, 2001/2002, 2011/2012, 2014/2015

Кубок России
- Обладатель (2): 2000, 2017/2018
- Серебряный призёр: 2013/2014

### Европейские турниры
Евролига
- Бронзовый призёр: 2015/2016

Еврокубок
- Обладатель: 2012/2013
- Серебряный призёр: 2017/2018

Кубок Корача
- Серебряный призёр: 2001/2002

Кубок вызова ФИБА
- Серебряный призёр: 2010/2011

Кубок Европы ФИБА
- Серебряный призёр: 2004/2005

## Главные тренеры
- 1996—2003  Анатолий Сухачёв
- 2009  Сашо Филиповски
- 2009—2011  Кястутис Кемзура
- 2011—2012  Божидар Малькович
- 2012—2014  Евгений Пашутин
- 2014—2015  Сергей Базаревич
- 2015—2016  Георгиос Барцокас
- 2016—2018  Саша Обрадович
- 2018—2019  Владе Йованович[22]
- 2019  Роберт Доневалд[23]
- 2019  Лука Банки[24]
- 2019  Богдан Карайчич (и. о.)[25]
- 2019—2021  Евгений Пашутин[26]
- 2021—2022  Бранко Максимович (и. о.[27]
- 2022—2024  Александер Секулич[28]
- 2024—2025  Андрей Ведищев[29]
- 2025—н.в.  Антон Юдин[30]

## Состав
| \| Поз. \| № \| Гражд. \| Имя \| Дата рождения (возраст) \| Рост \| Вес \| Звание \| \| ---- \| -- \| ------ \| ------------------ \| ------------------------ \| ------ \| ------ \| ------ \| \| ЛФ \| 0 \| \| Даниил Коско \| 21 марта 2004 (21 год) \| 198 см \| 94 кг \| \| \| РЗ \| 2 \| \| Патрик Миллер \| 22 мая 1992 (33 года) \| 185 см \| 90 кг \| \| \| АЗ \| 3 \| \| Кэшюс Робертсон \| 20 апреля 1994 (31 год) \| 191 см \| 83 кг \| \| \| РЗ \| 5 \| \| Джеремайя Мартин \| 19 июня 1996 (29 лет) \| 188 см \| 84 кг \| \| \| ЛФ \| 7 \| \| Кирилл Темиров (К) \| 1 февраля 2002 (23 года) \| 195 см \| 96 кг \| \| \| Ц \| 12 \| \| Кирилл Елатонцев \| 12 июля 2002 (23 года) \| 210 см \| 104 кг \| \| \| ЛФ \| 16 \| \| Антон Квитковских \| 3 ноября 2000 (24 года) \| 200 см \| 98 кг \| \| \| З \| 23 \| \| Всеволод Ищенко \| 10 февраля 2005 (20 лет) \| 190 см \| 70 кг \| \| \| Ц \| 27 \| \| Илья Попов \| 4 апреля 1995 (30 лет) \| 210 см \| 111 кг \| \| \| ТФ \| 37 \| \| Данил Шеянов \| 21 октября 2003 (21 год) \| 202 см \| 96 кг \| \| \| Ц \| \| \| Ройс Хэмм \| 17 марта 1999 (26 лет) \| 206 см \| 102 кг \| \| \| АЗ \| \| \| Иван Самойленко \| 23 августа 2003 (21 год) \| 195 см \| 90 кг \| \| \| РЗ \| \| \| Макар Коновалов \| 6 декабря 2000 (24 года) \| 189 см \| 77 кг \| \| \| ТФ \| \| \| Винс Хантер \| 5 июля 1994 (31 год) \| 203 см \| 93 кг \| \| | Главный тренер - Антон Юдин Ассистенты тренера - Станислав Збарский - Янко Пейчич - Артём Комогорцев Легенда - (К) — Капитан команды Последнее изменение: 14 августа 2025 года |               |                    |                          |        |        |        |
| Поз. | № | Гражд.        | Имя                | Дата рождения (возраст)  | Рост   | Вес    | Звание |
| ЛФ | 0 | Флаг Беларуси | Даниил Коско       | 21 марта 2004 (21 год)   | 198 см | 94 кг  |        |
| РЗ | 2 | Флаг США      | Патрик Миллер      | 22 мая 1992 (33 года)    | 185 см | 90 кг  |        |
| АЗ | 3 | Флаг Канады   | Кэшюс Робертсон    | 20 апреля 1994 (31 год)  | 191 см | 83 кг  |        |
| РЗ | 5 | Флаг США      | Джеремайя Мартин   | 19 июня 1996 (29 лет)    | 188 см | 84 кг  |        |
| ЛФ | 7 | Флаг России   | Кирилл Темиров (К) | 1 февраля 2002 (23 года) | 195 см | 96 кг  |        |
| Ц | 12 | Флаг России   | Кирилл Елатонцев   | 12 июля 2002 (23 года)   | 210 см | 104 кг |        |
| ЛФ | 16 | Флаг России   | Антон Квитковских  | 3 ноября 2000 (24 года)  | 200 см | 98 кг  |        |
| З | 23 | Флаг России   | Всеволод Ищенко    | 10 февраля 2005 (20 лет) | 190 см | 70 кг  |        |
| Ц | 27 | Флаг России   | Илья Попов         | 4 апреля 1995 (30 лет)   | 210 см | 111 кг |        |
| ТФ | 37 | Флаг России   | Данил Шеянов       | 21 октября 2003 (21 год) | 202 см | 96 кг  |        |
| Ц | | Флаг США      | Ройс Хэмм          | 17 марта 1999 (26 лет)   | 206 см | 102 кг |        |
| АЗ | | Флаг России   | Иван Самойленко    | 23 августа 2003 (21 год) | 195 см | 90 кг  |        |
| РЗ | | Флаг России   | Макар Коновалов    | 6 декабря 2000 (24 года) | 189 см | 77 кг  |        |
| ТФ | | Флаг США      | Винс Хантер        | 5 июля 1994 (31 год)     | 203 см | 93 кг  |        |

## Статистика выступлений
| Сезон   | Дивизион        | Регулярный чемпионат | Плей-офф   | Кубок                   | Еврокубок                     | Региональный кубок        |
| ------- | --------------- | -------------------- | ---------- | ----------------------- | ----------------------------- | ------------------------- |
| 1995/96 | Высшая лига     | 18-е место (Юг)      | —          | —                       | —                             | —                         |
| 1996/97 | —               | —                    | —          | —                       | —                             | —                         |
| 1997/98 | Суперлига А     | 6-е место            | —          | —                       | —                             | —                         |
| 1998/99 | Суперлига А     | 9-е место            | —          | —                       | —                             | —                         |
| 1999/00 | Суперлига А     | 4-е место (Запад)    | 1/2 финала | Кубок России Победитель | —                             | —                         |
| 2000/01 | Суперлига А     | 3-е место            | Бронза     | —                       | —                             | —                         |
| 2001/02 | Суперлига А     | 3-е место            | Бронза     | —                       | Кубок Корача Финалист         | —                         |
| 2002/03 | Суперлига А     | 8-е место            | 1/4 финала | —                       | —                             | —                         |
| 2003/04 | Суперлига А     | 8-е место            | 1/4 финала | —                       | —                             | —                         |
| 2004/05 | Суперлига А     | 6-е место            | 1/4 финала | —                       | Кубок ФИБА Европы Финалист    | —                         |
| 2005/06 | Суперлига А     | 8-е место            | 1/4 финала | —                       | —                             | —                         |
| 2006/07 | Суперлига А     | 5-е место            | 1/4 финала | —                       | —                             | —                         |
| 2007/08 | Суперлига А     | 7-е место            | 1/4 финала | —                       | —                             | —                         |
| 2008/09 | Суперлига А     | 7-е место            | 1/4 финала | —                       | —                             | —                         |
| 2009/10 | Суперлига А     | 5-е место            | 1/4 финала | —                       | Кубок вызова I групповой этап | —                         |
| 2010/11 | ПБЛ             | 3-е место            | 4-е место  | 1/2 финала              | Кубок вызова Финалист         | —                         |
| 2011/12 | ПБЛ             | 4-е место            | 4-е место  | —                       | Еврокубок 1/4 финала          | Единая лига ВТБ 4-е место |
| 2012/13 | ПБЛ             | 4-е место            | —          | —                       | Еврокубок Победитель          | Единая лига ВТБ Финалист  |
| 2013/14 | Единая лига ВТБ | 3-е место (группа А) | 1/4 финала | Кубок России Финалист   | Евролига Топ-16               | —                         |
| 2014/15 | Единая лига ВТБ | 3-е место            | 1/2 финала | —                       | Еврокубок 1/4 финала          | —                         |
| 2015/16 | Единая лига ВТБ | 5-е место            | 1/4 финала | —                       | Евролига Бронза               | —                         |
| 2016/17 | Единая лига ВТБ | 4-е место            | 1/2 финала | —                       | Еврокубок 1/2 финала          | —                         |
| 2017/18 | Единая лига ВТБ | 3-е место            | 1/4 финала | Кубок России Победитель | Еврокубок Финалист            | —                         |
| 2018/19 | Единая лига ВТБ | 4-е место            | 1/4 финала | —                       | Еврокубок 1/4 финала          | —                         |
| 2019/20 | Единая лига ВТБ | 3-е место            | —          | —                       | Еврокубок I групповой этап    | —                         |
| 2020/21 | Единая лига ВТБ | 2-е место            | 1/2 финала | —                       | Еврокубок 1/4 финала          | —                         |
| 2021/22 | Единая лига ВТБ | 4-е место            | 4-е место  | —                       | Еврокубок групповой этап      | —                         |
| 2022/23 | Единая лига ВТБ | 6-е место            | Финалист   | —                       | —                             | —                         |
| 2023/24 | Единая лига ВТБ | 3-е место            | 4-е место  | 1/4 финала              | —                             | —                         |
| 2024/25 | Единая лига ВТБ | 4-е место            | 4-е место  | -                       | -                             | -                         |

## Домашняя арена
- Спортивная арена «Баскет-холл» (вместимость 7 500 человек) с 2011 года.
- Дворец спорта «Олимп» (вместимость 3 000 человек) до 2011 года.

## Известные игроки
- Дмитрий Кулагин
- Райан Брокхофф
- Малкольм Дилэйни
- Энтони Рэндольф
- Алексей Саврасенко
- Крешимир Лончар
- Ник Калатес
- Алекс Марич
- Перо Антич
- Джеймс Гист
- Джеральд Грин
- Никита Моргунов
- Александр Чапин
- Майк Уилкинсон
- Сергей Быков
- Николай Падиус
- Игорь Куделин
- Виталий Фридзон
- Дорелл Райт